# Troglocyphoniscus absoloni
Troglocyphoniscus absoloni is een pissebed uit de familie Trichoniscidae. De wetenschappelijke naam van de soort is voor het eerst geldig gepubliceerd in 1939 door Hans Strouhal.